# Henricuspoort

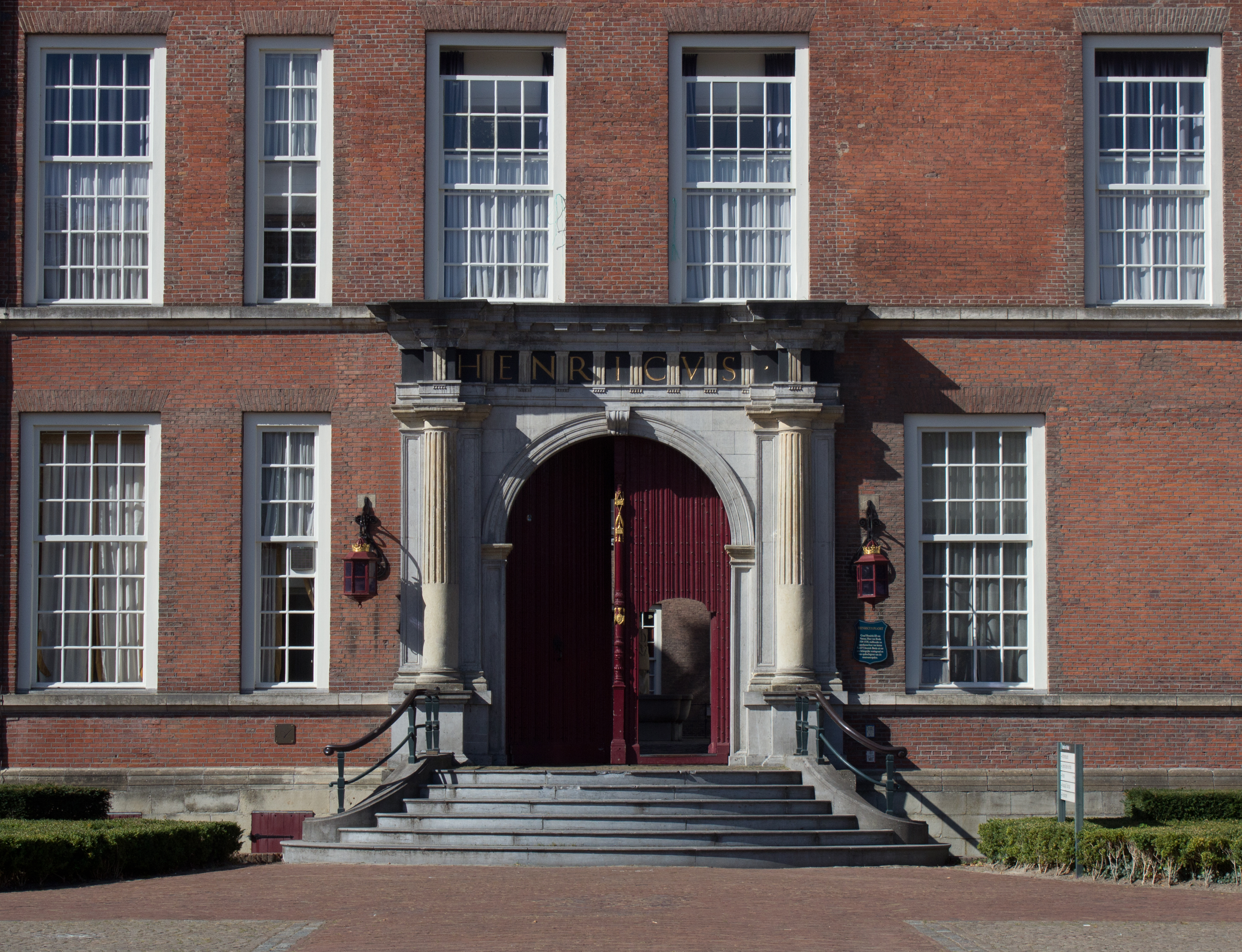
Henricuspoort

De Henricuspoort is de toegangspoort van het Kasteel van Breda, gelegen in het centrale stadsdeel van Breda. Het Kasteel is de vestigingsplaats van de Nederlandse Koninklijke Militaire Academie. De poort is genoemd naar Hendrik III van Nassau-Breda, hij verbindt de parade (het exercitieterrein) met de binnenplaats van het kasteel. Direct na de poort bevindt zich een fors gewelf, met een diepte van de bebouwing links en rechts. 

## Traditie
In de bakstenen van het gewelf in de doorgang wordt door cadetten van de academie die geslaagd zijn voor het officiersexamen traditiegetrouw hun naam gekerfd. Uit respect voor de afgestudeerden lopen de cadetten in opleiding door de poort komende in de houding.